# Saint-Broing-les-Moines
Saint-Broing-les-Moines este o comună în departamentul Côte-d'Or, Franța. În 2009 avea o populație de 187 de locuitori.

## Evoluția populației
| An        | 1975 | 1982 | 1990 | 1999 | 2006 | 2009 |
| --------- | ---- | ---- | ---- | ---- | ---- | ---- |
| Populație | 240  | 260  | 205  | 181  | 183  | 187  |